# كاسيوس فيرتشايلد
كاسيوس فيرتشايلد هو شخصية أعمال وسياسي أمريكي، ولد في 16 ديسمبر 1829 في مقاطعة بورتج في الولايات المتحدة، وتوفي في 24 أكتوبر 1868. نشط حزبياً في الحزب الديمقراطي. وقد انتخب عضو جمعية ولاية ويسكونسن ‏.